# Авторський рукопис
А́вторський руко́пис, авторський оригінал — рукописний чи машинописний текст документа, підготовлений автором для опублікування.

## Опис
Авторські рукописи є самоцінними документами. В ході наукового та літературного редагування текст твору часто значно змінюється, таким чином подальша наукова реконструкція канонічного тексту твору письменника або науковця, його обсягу, оргигінальної стилістики, орфографії та граматики, творчого задуму та авторських акцентів без авторського рукопису є практично неможливою.
Деякі видавці крім відредагованих версій творів публікують також і авторські рукописи. Наприклад, у електронній бібліотеці PubMed Central щодо певної частини наукових статей надається доступ як до електронних аналогів друкованих статей, так і до їх авторських рукописів.

## Автографи
Авторські рукописи, виконані від руки, називаються автографами. Такі документи цінні в культурологічному та літературознавчому аспектах, вони важливі також для проведення кодикологічної експертизи документу.

## Вимоги видавців до авторських рукописів
Єдиного стандарту оформлення авторського оригіналу перед його поданням у видавництво не існує. Кожне видавництво укладає власний список вимог, які, зазвичай, можна знайти на сайті видавництва або уточнити, зателефонувавши туди. Для художніх творів перелік вимог менший, аніж для наукових, науково-популярних, навчальних видань. Хоча є чинний стандарт ДСТУ 3772-98 Оригінали для поліграфічного відтворення. Загальні  технічні вимоги, який установлює вимоги до оригіналів всіх видів, що виготовляються та передаються видавництвом (замовником) на поліграфічне підприємство для випуску видань та інших друкованих виробів. 
Можна виділити ряд базових вимог, дотримання яких вимагається переважною більшістю видавництв:
- нумерація сторінок рукопису;
- зазначення ПІБ автора або авторів рукопису;
- назва рукопису;
- зміст зі списком та вказаними назвами розділів, структурних частин рукопису тощо (за потреби);
- анотація до видання;
- синопсис.